# Sagartianthus fasciarum
Sagartianthus fasciarum is een zeeanemonensoort uit de familie Sagartiidae.
Sagartianthus fasciarum is voor het eerst wetenschappelijk beschreven door Zamponi in 1979.